# 31 Pułk Artylerii Lekkiej

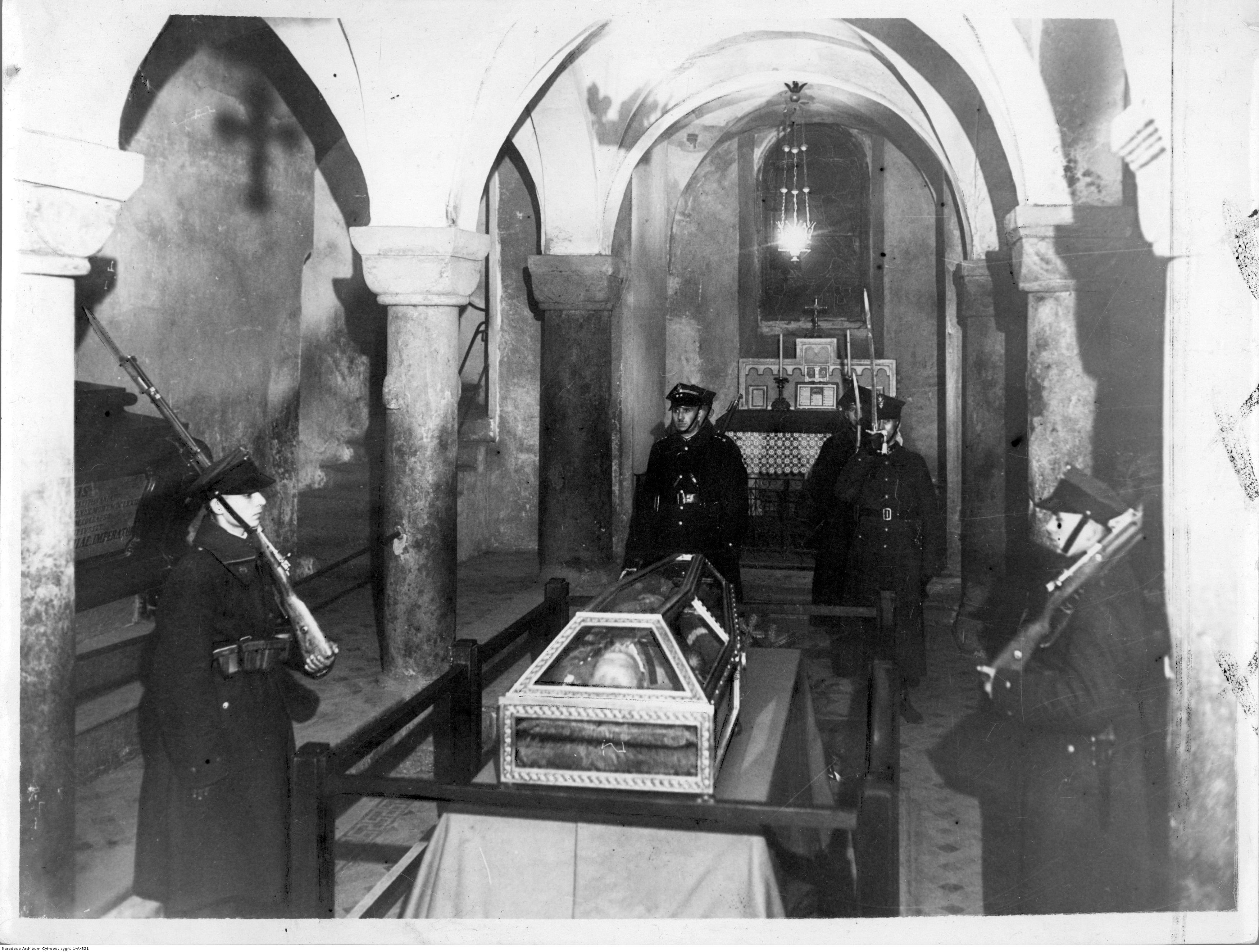
Warta honorowa żołnierzy 31 pal i 1 bs przy sarkofagu marszałka Józefa Piłsudskiego na Wawelu; grudzień 1935

31 Pułk Artylerii Lekkiej (31 pal) – oddział artylerii lekkiej Wojska Polskiego II RP stacjonujący w Toruniu-Podgórzu.

## Okres pokojowy
Geneza pułku związana jest z dywizjonem ćwiczebnym, który był usytuowany przy Obozie Szkół Artylerii. Składały się na niego baterie pułków odsyłane do Obozu na szkolenie. Z czasem dywizjon przemianowano na Grupę Manewrową, w składzie dwóch dywizjonów po 2 baterie.
Pułk został powołany do życia rozkazem II wiceministra spraw wojskowych gen. Kazimierza Fabrycego z 16 grudnia 1927. Stanowił on część nowo utworzonego Centrum Wyszkolenia Artylerii i sprawował funkcje pomocnicze w prowadzeniu nauki przez Centrum. Stąd też wynikała jego pierwsza nazwa Pułk Manewrowy Artylerii. Pod względem personalnym oraz w zakresie organizacji i wyszkolenia pułk podlegał komendantowi CWA, natomiast w zakresie uzupełnienia i zaopatrzenia oraz bezpieczeństwa i dyscypliny podlegał dowódcy Okręgu Korpusu Nr VIII w Toruniu za pośrednictwem szefa artylerii i uzbrojenia.
Pułk został zorganizowany w styczniu 1928 roku. 20 stycznia ogłoszono przeniesienie oficerów do nowej jednostki.
Organizacja pokojowa pułku manewrowego artylerii
- drużyna dowódcy pułku
- pluton łączności pułku
- I dywizjon armat
  - 1 bateria armat - utworzona z 8 baterii 8 pal
  - 2 bateria armat - utworzona z 6 baterii 16 pal
  - 5 bateria armat - utworzona z 8 baterii 4 pal
  - 6 bateria armat - utworzona z 8 baterii 15 pal
- II dywizjon armat
  - 3 bateria armat - utworzona z 6 baterii 10 pal
  - 4 bateria armat - utworzona z 6 baterii 17 pal
- III dywizjon haubic
  - 1 bateria haubic
  - 2 bateria haubic
  - 3 bateria haubic

Tak ustalona organizacja szybko uległa zmianie. 2 dywizjon przemianowano na 1 i pozostawiono do dyspozycji Szkoły Podoficerów Zawodowych Artylerii. Organizacja pułku została uwieńczona 25 lipca 1928 przesunięciem pułku z grupy jednostek szkolnych do formacji liniowych.
16 października 1929 roku minister spraw wojskowych zatwierdził dzień 25 lipca jako datę święta pułkowego. Pułk obchodził swoje święto w rocznicę przekształcenia go z jednostki szkolnej w formację liniową.
31 grudnia 1931 roku na podstawie rozkazu B. Og. Org. 1120 – 18 Org. Ministra Spraw Wojskowych marszałka Polski Józefa Piłsudskiego pułk manewrowy artylerii przy CWArt. został przemianowany na 31 pułk artylerii lekkiej.
Od 15 grudnia 1935 pułk dysponował baterią szkolną. Została ona utworzona z jednej z baterii 22 pal. Kolejne duże zmiany organizacyjne nastąpiły w pułku 30 kwietnia 1937, od kiedy to pułk składał się z:
- drużyny dowódcy pułku
- plutonu gospodarczego pułku
- baterii łączności pułku
- kwatermistrzostwa pułku
- I dywizjonu
  - 1 bateria armat
  - 2 bateria armat
  - 1 bateria haubic
  - 2 bateria haubic
  - 3 bateria haubic
- II dywizjonu
  - 4 bateria armat
  - 5 bateria armat
  - 4 bateria haubic
  - 5 bateria haubic
  - 6 bateria haubic

Pułk zajmował koszary w Forcie Kniaziewicza w Podgórzu i Koszary im. Bema na Mokrem.
W pułku czynna była biblioteka oficerska i biblioteka żołnierska. Ponadto działała orkiestra i chór, a kadra udzielała się w Wojskowym Klubie Sportowym „Gryf” i brała udział w wojskowych zawodach sportowych. Od lutego 1928 pułk organizował własną komunikację między Toruniem a Podgórzem – początkowo konną, a od 1930 samochodową.

## Mobilizacja alarmowa w sierpniu 1939
31 pal był jednostką mobilizującą w planie mobilizacyjnym „W”, nie była przewidziana mobilizacja pułku do etatów i organizacji wojennej. W dniach 24–26 sierpnia 1939, w ramach mobilizacji alarmowej, w grupie jednostek oznaczonych kolorem niebieskim, w Toruniu sformował:
- 48 dywizjon artylerii lekkiej pod dowództwem mjr Wacława Gaya, uzbrojony w 75 mm armaty wz. 1897, w czasie od A+28 do A+54,
- 68 dywizjon artylerii lekkiej pod dowództwem mjr Sylwestra Stawarza, uzbrojony w 100 mm haubice wz. 1914/1919, w czasie od A+36 do A+60.

Po zakończeniu mobilizacji alarmowej zorganizowany został Oddział Zbierania Nadwyżek 31 pułku artylerii lekkiej pod dowództwem mjr Józefa Paszkiewicza. Na bazie tego pododdziału 31 sierpnia 1939, w I rzucie mobilizacji powszechnej, rozpoczęto formowanie:
- baterii marszowej 15 pułku artylerii lekkiej, w czasie do 4 dnia mobilizacji,
- baterii marszowej16 pułku artylerii lekkiej, w czasie do 4 dnia mobilizacji.

Ponadto, w II rzucie mobilizacji powszechnej, w Skierniewicach miał zostać zmobilizowany 
- Ośrodek Zapasowy Artylerii Lekkiej nr 8, w czasie X+6[5].

Oba dywizjony weszły w skład Armii „Pomorze”. 48 dal przydzielony został do Oddziału Wydzielonego „Wisła”, a 68 dal do Oddziału Wydzielonego „Toruń”.
Według planów mobilizacyjnych na 1940 rok 31 pal przewidziany był do składu 48 Dywizji Piechoty (Rezerwowej).

## Oddział Zbierania Nadwyżek 31 pal w kampanii wrześniowej
Po ukończeniu mobilizacji alarmowej dywizjonów i ich wymarszu, w I rzucie mobilizacji powszechnej sformowano dwie baterie marszowe artylerii dla 15 i 16 pal. Z nadwyżek żołnierzy i sprzętu oraz broni pozostałej w garnizonie utworzono OZN 31 pal, który zgodnie z planami miał wraz z nadwyżkami innych pułków artylerii lekkiej z OK VIII utworzyć w Skierniewicach Ośrodek Zapasowy Artylerii Lekkiej nr 8. OZN 31 pal miał mobilizować w II rzucie mobilizacji powszechnej właśnie OZAL nr 8. Dowódcą nadwyżek 31 pal był mjr Józef Paszkiewicz. 4 września 1939 roku, wobec zbliżania się do Torunia oddziałów niemieckich, oddział nadwyżek na podwodach i zarekwirowanych rowerach ze sklepów toruńskich podjął marsz do okolic Piotrkowa Kujawskiego. Z Piotrkowa Kuj. miał zostać przewieziony transportem kolejowym do Skierniewic. W trakcie marszu do Piotrkowa przez Gniewkowo, Inowrocław i Kruszwicę był atakowany przez niemieckich dywersantów. 6 września oddział osiągnął Piotrków Kuj. Jednocześnie do Skierniewic mjr Paszkiewicz wysłał samochodem kpt. Edwarda Kwitowskiego celem przejęcia koszar. Z uwagi na zbombardowanie miasta Skierniewice i znajdujących się tam koszar uzyskano wiedzę, że tworzenie OZAL nr 8 w Skierniewicach jest niemożliwe, ponadto Skierniewice są lub wkrótce będą w strefie frontowej. W trakcie odprawy mjr Paszkiewicz podjął decyzję przeniesienia oddziału do Chełma Lubelskiego.
Oddział Zbierania Nadwyżek podzielono na dwa mniejsze pododdziały, tj. grupę pieszą na podwodach i rowerach pod dowództwem kpt. Mieczysława Skarżyńskiego i grupę pieszą, która miała być eszelonami kolejowymi dowieziona do Chełma pod dowództwem por. rez. Saturnina Majorkiewicza. Major Paszkiewicz pojechał do Chełma Lub. organizować jako nominalny dowódca OZAL nr 8. Grupa kpt. Skarżyńskiego po forsownych marszach dotarła nocą 10/11 września do Warszawy. Skąd podjęto dalszy marsz do Lubartowa, który osiągnięto 14 września i ostatecznie do Chełma 16 września. 17 września wraz z mjr. Paszkiewiczem grupa pomaszerowała do Łucka, gdzie przybyła 19 września. Po ustaleniu, że od wschodu nadciągają wojska sowieckie, podjęto naradę, po której wkrótce grupa została otoczona przez kompanię czołgów sowieckich i dostała się do niewoli. Grupa por. rez. Majorkiewicza w dniu 6 września została załadowana do transportu kolejowego w Piotrkowie Kujawskim. Po przejechaniu kilku kilometrów okazało się, że zniszczenia torów kolejowych są tak znaczne, iż dalsza jazda jest niemożliwa. Po wyładowaniu się podjęto marsz pieszy przez Przedacz, Kowal, Łąck, Brochów, Puszczę Kampinoską, Nowy Dwór, Jabłonnę i 13 września grupa dotarła do Warszawy. Po dotarciu grupę rozwiązano, a żołnierzy wcielono do walczących jednostek. Por. rez. Saturnin Majorkiewicz został dowódcą 1 baterii w dywizjonie artylerii mjr. dypl. Wacława Zielonki.

## Żołnierze
Dowódcy pułku
- mjr art. Włodzimierz Arwaniti (p.o. 22 XII 1927 – 13 II 1928)
- ppłk art. Maksymilian II Landau (13 II 1928 – V 1932)
- ppłk art. Zdzisław Stanisław Latawiec (p.o. od 28 V 1932 i dowódca VI 1933 – V 1936)
- płk art. Zygmunt Karasiński (7 V 1936 – 30 VIII 1939)

Zastępcy dowódcy pułku (od 1938 – I zastępca dowódcy)
- mjr art. Włodzimierz Arwaniti (I 1928 – XII 1929)
- mjr / ppłk art. Mieczysław Karaszewicz (XII 1929[8] – III 1932[9] → komendant OC Brześć)
- ppłk art. Zdzisław Latawiec (III 1932 – VI 1933)
- ppłk art. Emil Tadeusz Rodewald (od 20 IX 1933[10])
- ppłk art. Stanisław Piwakowski (do 30 VIII)

### Obsada personalna w 1939 roku
| Obsada personalna i struktura organizacyjna w marcu 1939 | Obsada personalna i struktura organizacyjna w marcu 1939 | Obsada personalna i struktura organizacyjna w marcu 1939 |
| -------------------------------------------------------- | -------------------------------------------------------- | -------------------------------------------------------- |
| Stanowisko etatowe                                       | Stopień, imię i nazwisko                                 | Przydział we wrześniu 1939                               |
| dowódca pułku                                            | płk Zygmunt Kazimierz Karasiński                         |                                                          |
| I zastępca dowódcy                                       | ppłk Stanisław Piwakowski                                |                                                          |
| adiutant                                                 | kpt. Antoni Hermann                                      |                                                          |
| naczelny lekarz medycyny                                 | kpt. lek. Jan Trojanowski                                |                                                          |
| lekarz weterynarii                                       | por. Karol Żuk                                           |                                                          |
| oficer zwiadowczy                                        | kpt. Adam Józef Tabiszewski                              |                                                          |
| II zastępca dowódcy (kwatermistrz)                       | mjr Józef Paszkiewicz                                    | dowódca OZN 31 pal                                       |
| oficer mobilizacyjny                                     | kpt. adm. (art.) Mieczysław Skarżyński                   | OZN 31 pal                                               |
| zastępca oficera mobilizacyjnego                         | por. Stefan Fordymacki                                   | 48 dal                                                   |
| oficer administracyjno-materiałowy                       | kpt. adm. (art.) Edward Kwitowski                        | OZN 31 pal                                               |
| oficer gospodarczy                                       | kpt. int. Franciszek Bzdęga                              |                                                          |
| oficer żywnościowy                                       | wakat                                                    |                                                          |
| dowódca plutonu łączności                                | kpt. Aleksander Matejkowski                              |                                                          |
| oficer plutonu                                           | por. Bronisław Olijewski                                 | 48 dal                                                   |
| dowódca szkoły podoficerskiej                            | kpt. Juliusz Czech                                       | dowódca III/54 pal                                       |
| dowódca I plutonu                                        | por. Jan Maroń                                           | 48 dal                                                   |
| dowódca II plutonu                                       | ppor. Stanisław Ciastko                                  | 48 dal                                                   |
| dowódca III plutonu                                      | ppor. Zdzisław Dobromirski                               | 48 dal                                                   |
| dowódca IV plutonu                                       | por. Tadeusz Emil Enerlich                               |                                                          |
| dowódca I dywizjonu                                      | mjr Wacław Fiutak                                        |                                                          |
| dowódca 1 baterii                                        | kpt. Jan Jerzy Rybicki                                   |                                                          |
| dowódca plutonu                                          | por. Marian Kaczmarek                                    | 68 dal                                                   |
| dowódca plutonu                                          | ppor. Józef Kaczmarek                                    | 48 dal                                                   |
| dowódca 2 baterii                                        | kpt. Juliusz Czech                                       |                                                          |
| dowódca plutonu                                          | ppor. Czesław Kołaczyński                                | 68 dal                                                   |
| dowódca 3 baterii                                        | kpt. Jerzy Ostaszewski                                   | 68 dal                                                   |
| dowódca plutonu                                          | ppor. Tadeusz Jerzy Słojewski                            | 68 dal                                                   |
| dowódca II dywizjonu                                     | mjr Sylwester Stawarz                                    | dowódca 68 dal                                           |
| dowódca 4 baterii                                        | kpt. Julian Ziombak                                      | 48 dal                                                   |
| dowódca plutonu                                          | por. Józef Julian Sokołowski                             | 68 dal                                                   |
| dowódca 5 baterii                                        | kpt. Kazimierz Mikulski                                  | 48 dal                                                   |
| dowódca plutonu                                          | ppor. Gabriel Świrydenko                                 | 48 dal                                                   |
| dowódca 6 baterii                                        | mjr Tadeusz Ostrowicz                                    |                                                          |
| dowódca plutonu                                          | por. Jan Krzemiński                                      | 68 dal                                                   |
| dowódca plutonu                                          | ppor. Marian Jan Deville                                 | 68 dal                                                   |
| na kursie                                                | mjr Wacław Gay                                           | dowódca 48 dal                                           |

### Żołnierze 31 pułku artylerii lekkiej - ofiary zbrodni katyńskiej
Biogramy zamordowanych oficerów znajdują się na stronie internetowej Muzeum Katyńskiego
| Nazwisko i imię       | stopień              | zawód              | miejsce pracy przed mobilizacją | zamordowany |
| --------------------- | -------------------- | ------------------ | ------------------------------- | ----------- |
| Kwitowski Edward Jan  | kapitan              | żołnierz zawodowy  |                                 | Katyń       |
| Milewski Władysław    | porucznik rezerwy    | nauczyciel         |                                 | Katyń       |
| Odbierzychleb Józef   | podporucznik rezerwy |                    | Bank Rolny w Poznaniu           | Katyń       |
| Ożga Tadeusz          | podporucznik rezerwy | lekarz weterynarii |                                 | Katyń       |
| Szymański Władysław   | chorąży              | żołnierz zawodowy  |                                 | Katyń       |
| Fiutak Wacław         | major                | żołnierz zawodowy  |                                 | Charków     |
| Skarżyński Mieczysław | kapitan              | żołnierz zawodowy  |                                 | Charków     |

## Symbole pułkowe

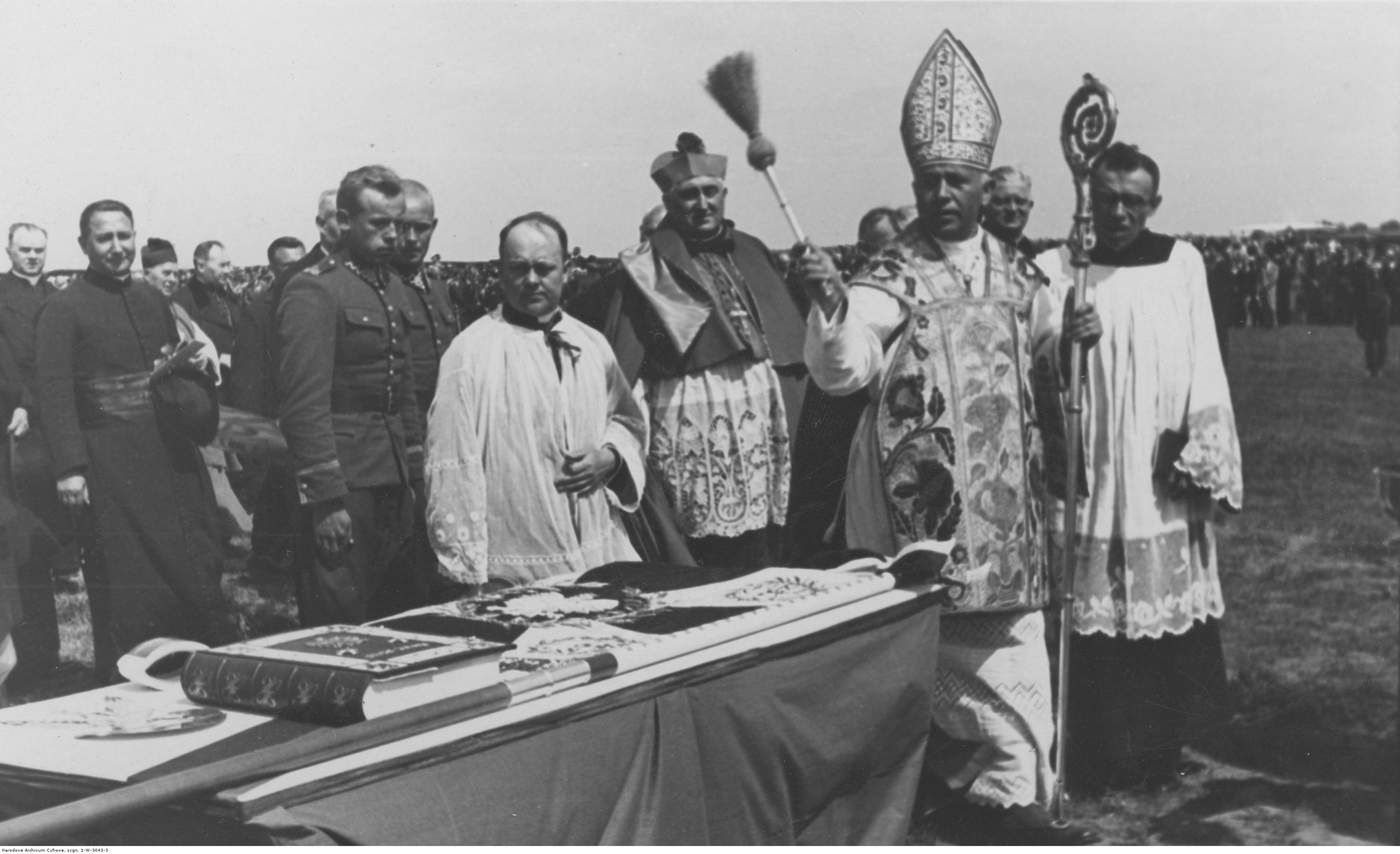
Przekazanie wojsku sprzętu ufundowanego przez społeczeństwo Pomorza - bp polowy Józef Gawlina święci sztandar; Toruń, 19 czerwca 1938

### Sztandar
Nadanie sztandaru i zatwierdzenie jego wzoru ujęte zostało w Dzienniku Rozkazów MSWojsk. z 1937 roku, nr 18, poz. 239. Sztandar wręczył pułkowi marszałek Edward Śmigły-Rydz w Toruniu 19 czerwca 1938 roku, podczas uroczystości wręczenia dwunastu oddziałom OK VIII (Toruń) sztandarów ufundowanych przez społeczeństwo pomorskie. O wrześniowych i wojennych losach sztandaru brak informacji.

Na lewej stronie płata sztandarowego, pośrodku krzyża kawaleryjskiego, znajdował się wieniec taki sam jak po stronie prawej, a w wieńcu trzywierszowy napis „HONOR I OJCZYZNA”. W rogach sztandaru, w mniejszych wieńcach, umieszczone były na tarczach:
- w prawym górnym rogu – wizerunek Matki Boskiej Częstochowskiej,
- w lewym górnym rogu – wizerunek św. Barbary,
- w prawym dolnym rogu – godło m. Torunia,
- w lewym dolnym rogu – odznaka pamiątkowa 31 pal.

Na dolnym ramieniu krzyża kawalerskiego znajdował się wyhaftowany napis:„Podgórz k. Torunia 25.VII.1928”.

### Odznaka pamiątkowa
8 sierpnia 1933 gen. dyw. Kazimierz Fabrycy, w zastępstwie ministra spraw wojskowych, rozkazem G.M. 3013.I zatwierdził wzór i regulamin odznaki pamiątkowej 31 pal. Stanowi ją orzeł państwowy wz. 1927 z proporcem emaliowanym w kolorze zielono czarnym. Na proporcu skrzyżowane dwie lufy armatnie oraz numer 31. Głowa orła umieszczona została na tle płomieni, a jego sylwetkę otacza wieniec laurowy. Odznaka oficerska wykonana jest w srebrze i emaliowana, a elementy łączone sześcioma nitami. Wytwarzano też wersje z posrebrzanego tombaku i wersje bez emalii. Wymiary: 44x35 mm; Wykonanie: R. Dałkowski z Torunia.